# Jan Vlas
Jan Vlas (* 22. dubna 1975 Český Brod) je český divadelní herec. Po působení v Západočeském divadle v Chebu, které opustil před divadelní sezónou 2005/2006, zakotvil v Divadle Petra Bezruče v Ostravě a od roku 2010 pak v Městském divadle Kladno.

## Divadelní role
- Pornohvězdy (antimuzikál, muzikál) / Jan (pornorežisér)
- Tvrdě/měkce / Eso srdcové, Drápela
- Cyrano / Le Bret
- Limonáda / David
- Divoká kachna / Molvik, zběhlý teolog
- Bezruč?! / Gargulok, Herben, žid
- 1984 / Winston Smith[2]
- Táňa, Táňa / Muchin
- Lakomec / La Flèche (Blesk), Cleantův sluha
- Job / Kapturak a SkoVronek
- Don Juan v Soho / Stan, jeho kumpán a sluha
- Noc bláznů / Doug, čerstvý pacient, miluje oheň
- Prolomit vlny / Muž v autobusu / Terry / Námořník
- Should i stay or should i go?
- Evžen Oněgin / Zarjecký
- Čtyři vraždy stačí, drahoušku / Jerry, pubescent * Davidson, zlý policista * José, gangster ze San Boniga * Alvaréz, *Gangster ze San Boniga * Luis, gangster ze San Boniga
- Macbeth / Malcolm
- Britney goes to heaven / Bruno
- Tři sestry / Andrej Prozorov
- Hugo Karas / Balog, Hugův kamarád
- Misery / Paul, slavný spisovatel
- Story / John
- Trainspotting / Swan
- Strašidlo cantervillské / Vévoda z Cheshiru
- Popcorn / Bruce

## Filmové a televizní role
- 2010: Comeback (TV seriál, 3. díl 2. řady „Komu zvoní hrany“) / Cyril Mišoň
- Děti holocaustu (film, režie: Tom Tykwer)[zdroj⁠?!]
- 2014: Neviditelní (TV seriál) / policista
- 2014: Vinaři (TV seriál, 4. díl „Klip“) / režisér